# Ciências pesqueiras
As Ciências Pesqueiras são um grupo de disciplinas que buscam os conhecimentos necessários à gestão das pescarias, incluindo, não só os aspectos biológicos que permitem a avaliação dos recursos pesqueiros, ou seja, a estimativa das capturas máximas sustentáveis - a biologia pesqueira - mas também os aspectos económicos, a bioeconomia e as questões técnicas que permitem aumentar o valor dos produtos pescados - a tecnologia da pesca e a tecnologia do pescado.
Uma disciplina estreitamente relacionada com estas é a investigação que permite avançar o conhecimento necessário para o desenvolvimento da Aquacultura.
As Ciências Pesqueiras baseiam-se na biologia das espécies capturadas (por exemplo no seu crescimento e reprodução), mas desenvolveram-se a partir da ecologia e seus conceitos matemáticos. A oceanografia e a biologia marinha são outras disciplinas que muito contribuiram para o conhecimento dos processos que afectam os recursos pesqueiros. Por essa razão, muitos institutos de investigação pesqueira no mundo associam os estudos pesqueiros propriamente ditos com a oceanografia - ou a limnologia que é o seu equivalente para águas interiores (lagos, rios, albufeiras, etc.)
As Ciências Pesqueiras, incluindo a gestão das pescarias, são programas de ensino em muitas universidades do mundo e as pesquisas realizadas nesses centros de ensino muito têm contribuído para o avanço do conhecimento e dos métodos de gestão mais apropriados para atingir a sustentabilidade das pescas.
Os cientistas pesqueiros, principalmente os que trabalham na biologia pesqueira e que muitas vezes actuam também como gestores das pescarias, encontram-se muitas vezes em conflito com os próprios pescadores e com os políticos, pelo facto de, quando há pesca excessiva, eles terem de propor a redução da actividade extractiva. No entanto, com o desenvolvimento da educação ambiental, grande parte dos pescadores e políticos actualmente reconhecem a necessidade do estudo e da gestão científica das pescarias.
Quando, no princípio do século XX e principalmente depois da II Grande Guerra Mundial, se começaram a sentir os efeitos da sobrepesca, os oceanógrafos começaram a interessar-se mais pelo estudo das espécies que constituiam as principais pescarias.
O Conselho Internacional para a Exploração do Mar, ou ICES do seu nome em inglês, fundada em 1902 como uma instituição internacional (formada originalmente por oito países do norte da Europa) de investigações marinhas, é neste momento a principal instituição a recomendar as estratégias de pesca para todo o Atlântico Norte.